# 第61回朝日新聞社杯競輪祭
第61回朝日新聞社杯競輪祭は、2019年11月19日から24日まで、小倉競輪場で行われた競輪のGI競走である。
優勝賞金3450万円（副賞含む）。

## KEIRINグランプリ2019への道のり
当大会は、当年12月30日に立川競輪場で行われる、KEIRINグランプリ2019の出場権をかけた最後の一戦となる。当大会開幕直前までに、同レースへの優先出場権を得た選手は以下の4名。
| 中川誠一郎 | 第34回読売新聞社杯全日本選抜競輪・第70回高松宮記念杯競輪 優勝 | （賞金2位） |
| 脇本雄太   | 第73回日本選手権競輪 優勝                                     | （賞金1位） |
| 新田祐大   | 第62回オールスター競輪 優勝                                   | （賞金8位） |
| 村上博幸   | 第28回寬仁親王牌・世界選手権記念トーナメント 優勝             | （賞金5位） |

残る5名は、当大会の優勝者ないし、競輪祭最終日（当年11月24日）時点における「選考用賞金獲得額」の上位者から選出されるが、以下の2名が賞金獲得額上位者として出場を確定させている（賞金獲得額順位は当年当大会開幕直前時点による）。
- 佐藤慎太郎 - 賞金獲得額 第3位
- 清水裕友 - 同 第4位

以上の前提に立ち、実質的に決勝戦が行われるまでに残った椅子は3名。そして残る3名の争いは、
- 郡司浩平 - 同 第6位
- 平原康多 - 同 第7位
- 松浦悠士 - 同 第9位
- 諸橋愛 - 同 第10位

に加え、下記に記した決勝戦に進出したメンバー（の5名＝柏野・木暮・和田・坂口・吉田）ということになった。
9位と10位の間に大きな金額差がある中で迎えた今回の競輪祭。決勝進出を果たしたうち、7位・平原と9位・松浦は完走できればGP出場決定（逆に言うとレースで失格すると危うい状況）、片や10位・諸橋は優勝が必須となった（7位平原あるいは9位松浦が失格した場合を除く）。
なお6位・郡司は、4日目・2次予選Bで落車して途中欠場となり、約6850万円で終えた。清水・平原・松浦のいずれかが優勝した場合は、賞金9番手に残ってGP出場となる結果待ちになったが、松浦の優勝によって最後の枠を掴んだ。

## レースプログラム
6日間で各5走。
1次予選では各2走して、着順に応じたポイント（数値設定は昨年大会と同じ）の合計上位選手が、4日目の2次予選に進出（1-9位はダイヤモンドレースへ）。
| [ 9 ] [ 10 ] | 1着 | 2着 | 3着 | 4着 | 5着 | 6着 | 7着 | 8着 | 9着 | 棄権 |
| ------------ | --- | --- | --- | --- | --- | --- | --- | --- | --- | ---- |
| 1走          | 10  | 9   | 8   | 7   | 6   | 5   | 4   | 3   | 2   | 1    |
| 2走          | 13  | 11  | 9   | 7   | 6   | 5   | 4   | 3   | 2   | 1    |

結果的に進出ボーダーラインは、2次予選Aが15ポイント、2次予選Bが11ポイントとなった。
昨年とは異なり、4・5日目は、敗者戦を最終第12Rに持ってきた。
- L級 B＝「アメジスト」、A＝「トパーズ」[1][13]。

|     | 19（火）    | 20（水）    | 21（木）   | 22（金）  | 23（土祝） | 24（日） |
| --- | ----------- | ----------- | ---------- | --------- | ---------- | -------- |
| 1R  | 1次予選 1   | 1次予選 1   | 1次予選 2  | 選抜      | 一般       | 一般     |
| 2R  | 1次予選 1   | 1次予選 1   | 1次予選 2  | 選抜      | 一般       | 一般     |
| 3R  | 1次予選 1   | 1次予選 1   | 1次予選 2  | 選抜      | 選抜       | 一般     |
| 4R  | 1次予選 1   | 1次予選 1   | 1次予選 2  | 選抜      | 選抜       | 選抜     |
| 5R  | 1次予選 1   | 1次予選 2   | 1次予選 2  | 2次予選 B | 選抜       | 選抜     |
| 6R  | 1次予選 1   | 1次予選 2   | 1次予選 2  | 2次予選 B | 特選       | 選抜     |
| 7R  | 1次予選 1   | 1次予選 2   | 1次予選 2  | 2次予選 B | 特選       | 特選     |
| 8R  | 1次予選 1   | 1次予選 2   | 1次予選 2  | 2次予選 A | 特選       | 特選     |
| 9R  | L予選1（B） | L予選2（B） | L選抜（B） | 2次予選 A | 準決勝     | 特選     |
| 10R | L予選1（B） | L予選2（B） | L選抜（A） | 2次予選 A | 準決勝     | 特秀     |
| 11R | L予選1（A） | L予選2（A） | L決勝（B） | DMR       | 準決勝     | 特秀     |
| 12R | L予選1（A） | L予選2（A） | L決勝（A） | 選抜      | 一般       | 0決勝0   |

## 決勝戦

### 競走成績
- 11月24日（日）第12レース[2][14][15]
- 誘導員…小川勇介（福岡）[16][17]

| 着 | 車番 | 選手       | 登録地 | 級 班 | 着差    | 決まり 手 | 上がり (秒) | H/B | 特記                         |
| -- | ---- | ---------- | ------ | ----- | ------- | --------- | ----------- | --- | ---------------------------- |
| 1  | 1    | 松浦悠士   | 広島   | S1    |         | 差し      | 11.4        | S   |                              |
| 2  | 5    | 清水裕友   | 山口   | SS    | 1/2車身 | 捲り      | 11.5        | B   | 重注（押上×2）、走注（斜行） |
| 3  | 9    | 諸橋愛     | 新潟   | S1    | 3/4車身 |           | 11.4        |     | 走注（押上）                 |
| 4  | 6    | 柏野智典   | 岡山   | S1    | 1車身   |           | 11.4        |     |                              |
| 5  | 7    | 木暮安由   | 群馬   | S1    | 1/8車輪 |           | 11.2        |     |                              |
| 6  | 2    | 和田健太郎 | 千葉   | S1    | 1/2車身 |           | 11.5        |     |                              |
| 7  | 8    | 坂口晃輔   | 三重   | S1    | 1/8車輪 |           | 11.2        |     |                              |
| 8  | 4    | 吉田拓矢   | 茨城   | S1    | 4車身   |           | 11.9        | JH  |                              |
| 9  | 3    | 平原康多   | 埼玉   | SS    | 大差    |           | 14.4        |     |                              |

### 配当金額
- 上段：複式、下段：単式

| 2枠連    | 2枠連     | 2車連       | 2車連       | 3連勝       | 3連勝       | ワイド          | ワイド                        |
| 49,769票 | 49,769票  | 128,019票   | 128,019票   | 675,432票   | 675,432票   | 60,747票        | 60,747票                      |
|          |           |             |             |             |             |                 |                               |
| 1=4      | 540円 (2) | 1=5         | 530円 (2)   | 1=5=9       | 1,470円 (5) | 1=5 1=9 5=9     | 320円 (3) 330円 (4) 530円 (7) |
| 1-4      | 830円 (3) | 1-5         | 860円 (3)   | 1-5-9       | 4,080円 (8) | 1=5 1=9 5=9     | 320円 (3) 330円 (4) 530円 (7) |
|          |           |             |             |             |             |                 |                               |
| 85,582票 | 85,582票  | 1,127,134票 | 1,127,134票 | 8,524,977票 | 8,524,977票 | 計 10,651,660票 | 計 10,651,660票               |

### レース概略
最内枠の松浦が良いタイミングで真っ先に飛び出し、Sを取ることに成功。
清水裕友－松浦悠士－柏野智典、和田健太郎、吉田拓矢－平原康多－諸橋愛、坂口晃輔、木暮安由で周回。
清水が誘導員との距離を大きく空けつつ、後方の様子を窺う。残り2周で誘導員が退避。一本棒の5番手から吉田は仕掛けるも先頭に立つまで時間がかかり、清水は突っ張り気味に一旦イエローライン近くまで上がってから、平原の所でイン粘り。平原は最終1センターで外へふくらんで完全に後退。その直後に清水が早くも発進して、バック手前で吉田を乗り越える。
続いた松浦は、吉田を抜かした後に清水との車間を空けて、（柏野を捌いた）諸橋に気づいて警戒してギリギリまで待ってから踏み、ゴール前で清水に追い付きハンドル投げで交わした。
GI決勝進出3回目での優勝。グレード制導入後では、広島勢で初の快挙となった。
GI初制覇となった選手は、2018年8月の第61回オールスター競輪・脇本雄太以来。また、競輪祭におけるGI初制覇は、2011年（第53回大会）・長塚智広以来。
清水が2着に残り、準決勝第10R同様となる中国両者のワンツー。諸橋は和田の捲り追込をブロックしてから直線に入って3着に終わった。

## 特記事項
- 前年同様、競輪祭期間中の昼間には「KEIRINフェスティバル」を実施。前半3日間（11月19日〜21日）は久留米競輪場と大宮競輪場で、後半3日間（11月22日〜24日）は平塚競輪場と広島競輪場で、それぞれ開催[27]。但し本年はオールS級戦を開催した前年とは異なり、10R制になった以外はいずれの開催もA級戦を含む通常開催（FI）であった。

- 特別競輪withウルトラマンシリーズによるスペシャルサイト「ウルトラケイリン」特設サイトでは、ウルトラバトルクイズはウルトラマンダイナ対電脳魔神デスフェイサーであった[28]。

- 決勝戦の地上波中継は、テレビ東京《TXN系列 全6局ネット》が20：00 - 20：50に、『熱血ペダル!!～ボクらには戦う理由がある～第61回朝日新聞社杯 競輪祭（GⅠ）決勝戦』として放送（BSテレ東では20：00 - 20：54枠ながら前年同様地上波と同じタイミングにて終了してその後はCM）[29][30]。

- ボートレースのチャレンジカップと時間帯が完全に被った事もあり6日間の総売上は、88億5991万2200円。目標の110億円には大きく及ばず、前回大会比83.2%であった[23][31][32]。

### 競走データ
- S級S班では、来年に予定されていた2020年東京オリンピック出場を目指す新田祐大と脇本雄太が10月のGI寬仁親王牌に続き海外での競技優先のため、また武田豊樹が怪我のため、それぞれ不在の大会となった。

- 昨年大会の決勝にも出場していたのは、清水裕友と、今回で7年連続ファイナリストとなった平原康多と、3年連続の諸橋愛。